# Locomotiva com turbina a gás

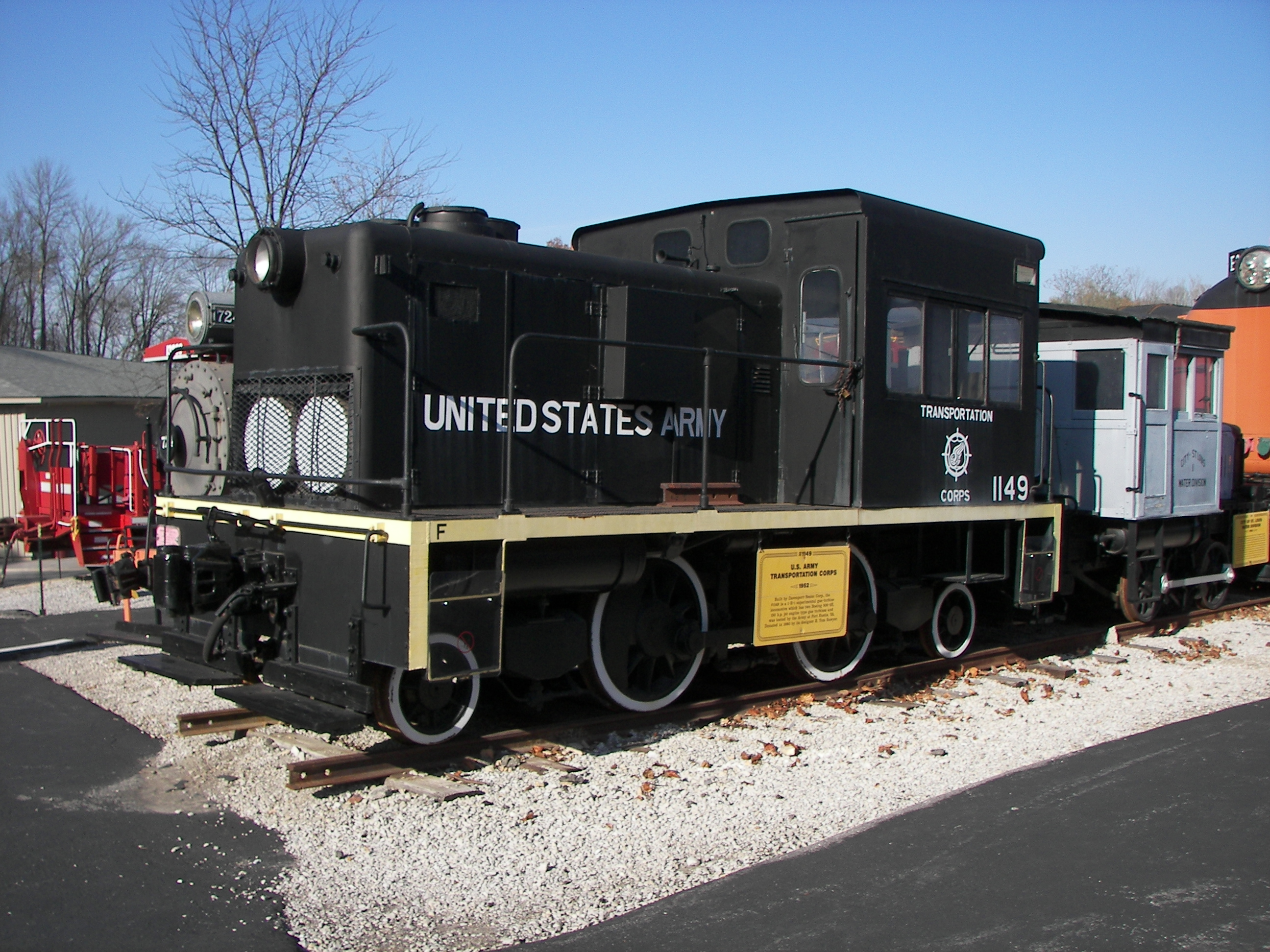
Uma locomotiva experimental de turbina a gás 1-B-1 de 44 toneladas projetada por R. Tom Sawyer e construída em 1952 para testes pelo Corpo de Transporte do Exército dos EUA

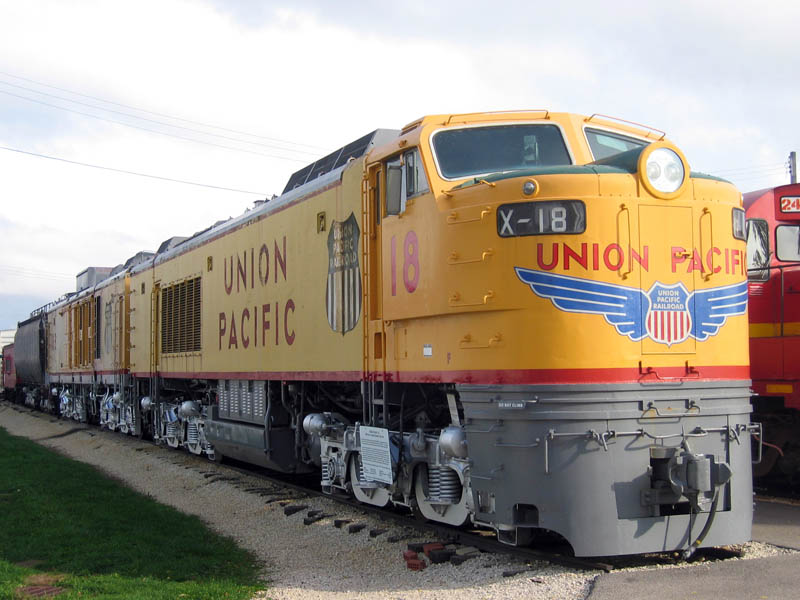
UP 18, uma locomotiva elétrica com turbina a gás da Union Pacific Railroad preservada no Illinois Railway Museum

Uma locomotiva com turbina a gás é um tipo de locomotiva em que o motor principal é uma turbina a gás cujo eixo aciona um alternador que gera eletricidade para acionar os motores de tração. Vários tipos de locomotivas com turbina a gás foram desenvolvidos, diferindo principalmente no meio pelo qual a energia mecânica é transmitida às rodas motrizes. Uma locomotiva de turbina a gás normalmente consiste em dois vagões de força (um em cada extremidade do trem) e um ou mais vagões intermediários de passageiros.
Uma turbina a gás oferece algumas vantagens sobre um motor a pistão. Existem poucas peças móveis, diminuindo a necessidade de lubrificação e potencialmente reduzindo os custos de manutenção, e a relação potência/peso é muito maior. Uma turbina com uma determinada potência também é fisicamente menor do que um motor a pistão igualmente potente, de modo que uma locomotiva pode ser extremamente potente sem precisar ser excessivamente grande.
No entanto, a potência e a eficiência de uma turbina a gás caem drasticamente com a velocidade de rotação, ao contrário de um motor a pistão, que tem uma curva de potência comparativamente plana. Isso torna os sistemas GTEL úteis principalmente para viagens de longa distância e alta velocidade. Problemas adicionais com locomotivas elétricas com turbina a gás incluem o fato de serem muito barulhentas e produzirem gases de escape tão quentes que, se a locomotiva estivesse estacionada sob um viaduto pavimentado, poderia derreter o asfalto.